# Malacosteus
Malacosteus is een geslacht van straalvinnige vissen uit de familie van Stomiidae. Het geslacht is voor het eerst wetenschappelijk beschreven in 1848 door Ayres.

## Soorten
- Malacosteus australis Kenaley, 2007
- Malacosteus niger Ayres, 1848